# ديزة ايمينية
ديزة ايمينية (الاسم العلمي:Disa eminii) هي نوع من النباتات تتبع جنس الديزة من الفصيلة السحلبية.